# Johnny Hodges
Johnny Hodges (Hidge John) (25. juli 1906 – 11. maj 1970) var en amerikansk alt- og sopransaxofonist.
Han begyndte at spille saxofon som 14-årig og havde Sidney Bechet som forbillede.
Han spillede med forskellige bands i Boston og New York inden han i 1928 kom til Duke Ellingtons orkester, hvor han blev en af de ledende solister. Han blev i dette orkester til 1951 hvor han dannede sit eget gruppe, og vendte tilbage til Ellington den sidste periode af sit liv 1955-1970.
Han spillemåde havde autoritet, varme og fantasi. Både i melodier og improvisationer udviklede han med sin karakteristiske varierende artikulation en varm glans i tonen.